# Prosopocoilus fruhstorferi fruhstorferi
Prosopocoilus fruhstorferi fruhstorferi es una subespecie de coleóptero de la familia Lucanidae.

## Distribución geográfica
Habita en Lombok (Indonesia).